# Berta Alves de Sousa
Berta Alves de Sousa (* 8. April 1906 in Lüttich, Belgien; † 1. August 1997 in Porto) war eine portugiesische Pianistin und Komponistin und eine der ersten Frauen, die in Portugal ein Orchester dirigierte.

## Leben
Alves de Sousa wurde in Lüttich geboren, wuchs aber in Porto auf. Sie stammte aus einer kultivierten Familie, die es ihr ermöglichte, mit Schriftstellern, Musikern und Malern in Kontakt zu kommen.
Sie studierte Musik am Conservatório de Música do Porto. Sie setzte ihre Studien anschließend in Paris fort, wo sie Klavierunterricht bei Wilhelm Backhaus und Theodor Szántó sowie Kompositionsunterricht bei George Mingot erhielt. In Lissabon studierte sie Komposition bei José Vianna da Motta. Außerdem studierte sie Dirigieren bei Clemens Krauss in Berlin und bei Pedro de Freitas Branco in Lissabon.
1941 gewann sie einen nach ihrem Gründer Moreira de Sá benannten Preis des Orfeão Portuense.
Nach Abschluss ihres Studiums trat Alves de Sousa 1946 eine Stelle als Kammermusiklehrerin am Conservatório de Música do Porto an (später wurde sie auch Präsidentin der Einrichtung) und trat als Pianistin, Begleiterin und Konzertdirigentin auf, darunter Auftritte mit der Cellistin Guilhermina Suggia oder dem belgischen Bratschisten François Broos. 1950 dirigierte sie das Sinfonieorchester von Porto (Orquestra Sinfónica do Porto Casa da Música) und war damit eine der ersten Frauen, die ein Orchester in Portugal leiteten, sowie das Orchester für Unterhaltungsmusik des portugiesischen Nationalradios (Orquestra de Música Ligeira da Rádio Nacional portuguesa).
Sie arbeitete auch als Musikkritikerin für die Zeitung O Primeiro de Janeiro in Porto.
1969 würdigte das Conservatório de Música do Porto ihre Verdienste. 1989 erhielt sie die Verdienstmedaille der Stadt Porto, die auch eine Straße nach ihr benannte.
Sie starb 1997 in Porto und wurde auf dem Cemitério de Agramonte bestattet. Ihr Nachlass wird im Conservatório de Música do Porto aufbewahrt.

## Kompositionen (Auswahl)
Alves de Sousa komponierte Kammermusik, religiöse Chormusik und Sinfonien. Sie experimentierte auch mit der Simetria Sonora, einem vom Komponisten Fernando Corrêa de Oliveira entwickelten Kompositionssystem. Ihr Werk folgt einer impressionistischen Richtung, in der sie häufig auf Polytonalität zurückgreift.
Zu ihren Werken gehören:
- Alfabeto em música[13]
- Teixeira de Pascoaes
- Há no Meu Peito uma Porta, canto e piano
- Canção Marinha
- Três Prelúdios
- Tremor de terra
- Canção de Embalar mit Versen von Pinto Machado[14]
- Berceuse, Dança exótica
- Scherzo-marcha – música de câmara
- Avé Maria
- Poema Sinfónico “Vasco da Gama”
- São João de Landim – coro

In einigen ihrer Werke ließ sie sich von der Volkskultur und der portugiesischen Folklore inspirieren, zum Beispiel:
- Rosa d’ Alexandria
- Variações sobre um cantar do povo
- Variações sobre uma cantiga alentejana

Einige ihrer Werke sind auf Tonträgern verfügbar.